# Anselmo (Nebraska)
Anselmo est un village du comté de Custer, dans l'État du Nebraska, aux États-Unis. En 2020, il comptait une population de 108 habitants.